# سوفي أوكسانن

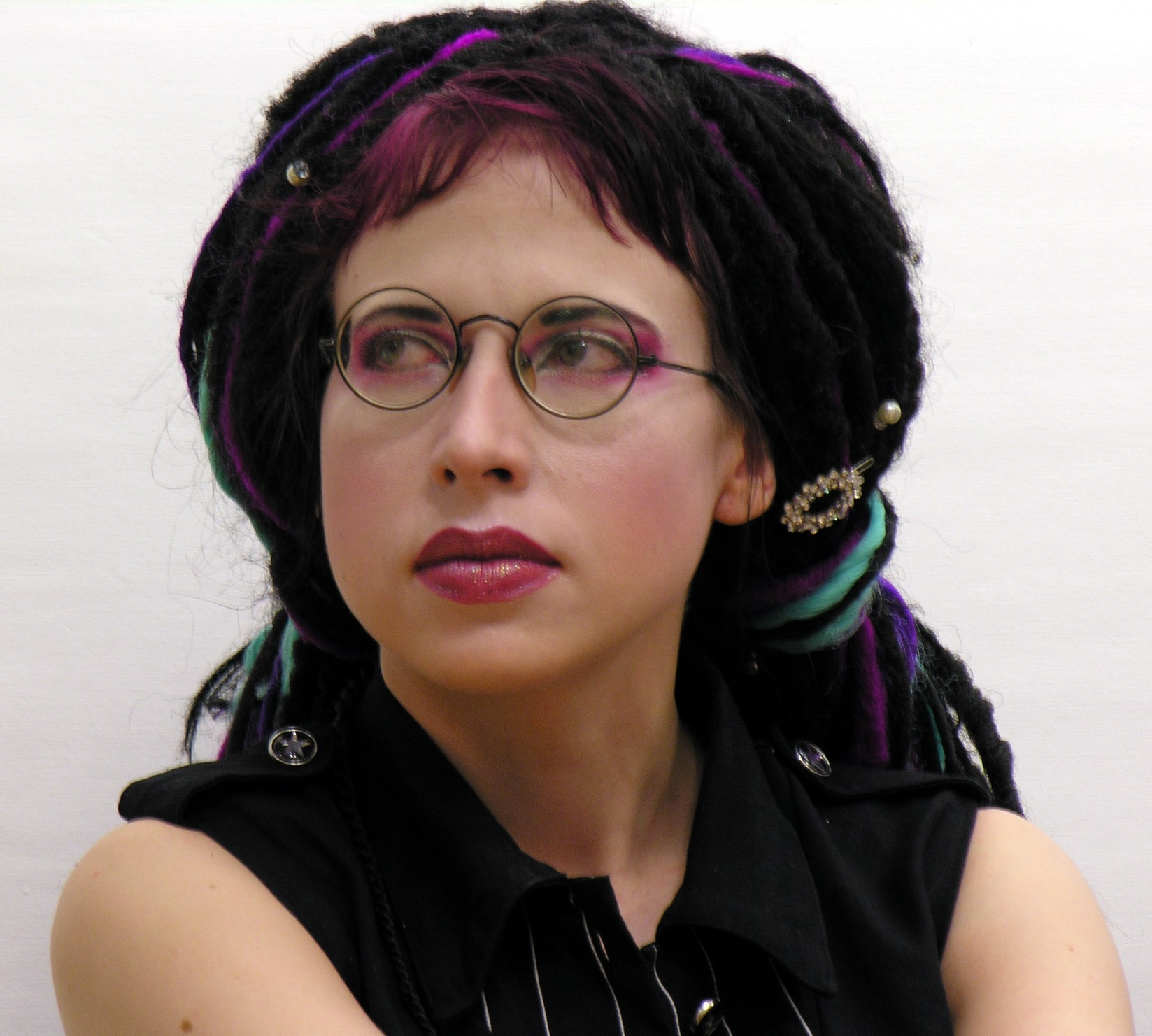
سوفي أوكسانن أغسطس 2008.

سوفي أوكسانن (Sofi Oksanen؛ يوفاسكولا، 7 يناير 1977) كاتبة فنلندية معاصرة. من أب فنلندي وأم إستونية. طالبة دراما سابقة بأكاديمية المسرح الفنلندية.
اشتهرت أوكسانن لأول مرة سنة 2003 بروايتها (Stalinin lehmät) «بقارات ستالين»، ورُشحت الفيلم لجائزة رونيبيرغ. بعد عامين نشرت ثانية رواياتها «بيبي جين» (Baby Jane). أول مسرحية لأوكسانن «تطهير» (Puhdistus) الأصلية والتي عـُرضت بالمسرح الوطني الفنلندي في عام 2007 وخرجت من رحمها رواية أوكسانن الثالثة «تطهير» (2008). وقد احتلت المرتبة الأولى على قائمة أكثر الكتب مبيعاً بالأدب القصصي الفنلندي عند نشرها.
منحت جوائز فنلنديا (2008) ورونيبيرغ (2009) ومجلس الشمالي للأدب المرموقة (2010) عن رواية «تطهير».

## روابط خارجية
- سوفي أوكسانن على موقع IMDb (الإنجليزية)
- سوفي أوكسانن على موقع مونزينجر (الألمانية)
- سوفي أوكسانن على موقع ميوزك برينز (الإنجليزية)
- سوفي أوكسانن على موقع ديسكوغز (الإنجليزية)
- سوفي أوكسانن على موقع قاعدة بيانات الفيلم (الإنجليزية)